# Pouillé-les-Côteaux
Pouillé-les-Côteaux (bretonsko Paolieg-ar-Rozioù) je naselje in občina v francoskem departmaju Loire-Atlantique regije Loire. Leta 2012 je naselje imelo 951 prebivalcev.

## Geografija
Kraj leži v pokrajini Bretaniji 45 km severovzhodno od Nantesa.

## Uprava
Občina Pouillé-les-Côteaux skupaj s sosednjimi občinami Anetz, Ancenis, Belligné, Bonnœuvre, La Chapelle-Saint-Sauveur, Couffé, Le Fresne-sur-Loire, Maumusson, Mésanger, Montrelais, Oudon, Pannecé, Le Pin, La Roche-Blanche, La Rouxière, Saint-Géréon, Saint-Herblon, Saint-Mars-la-Jaille, Saint-Sulpice-des-Landes, Varades in Vritz sestavlja kanton Ancenis s sedežem v Ancenisu; slednji je tudi sedež okrožja Ancenis.

## Zanimivosti
- cerkev sv. Albina iz 19. stoletja;